# Auguste Hyrtl

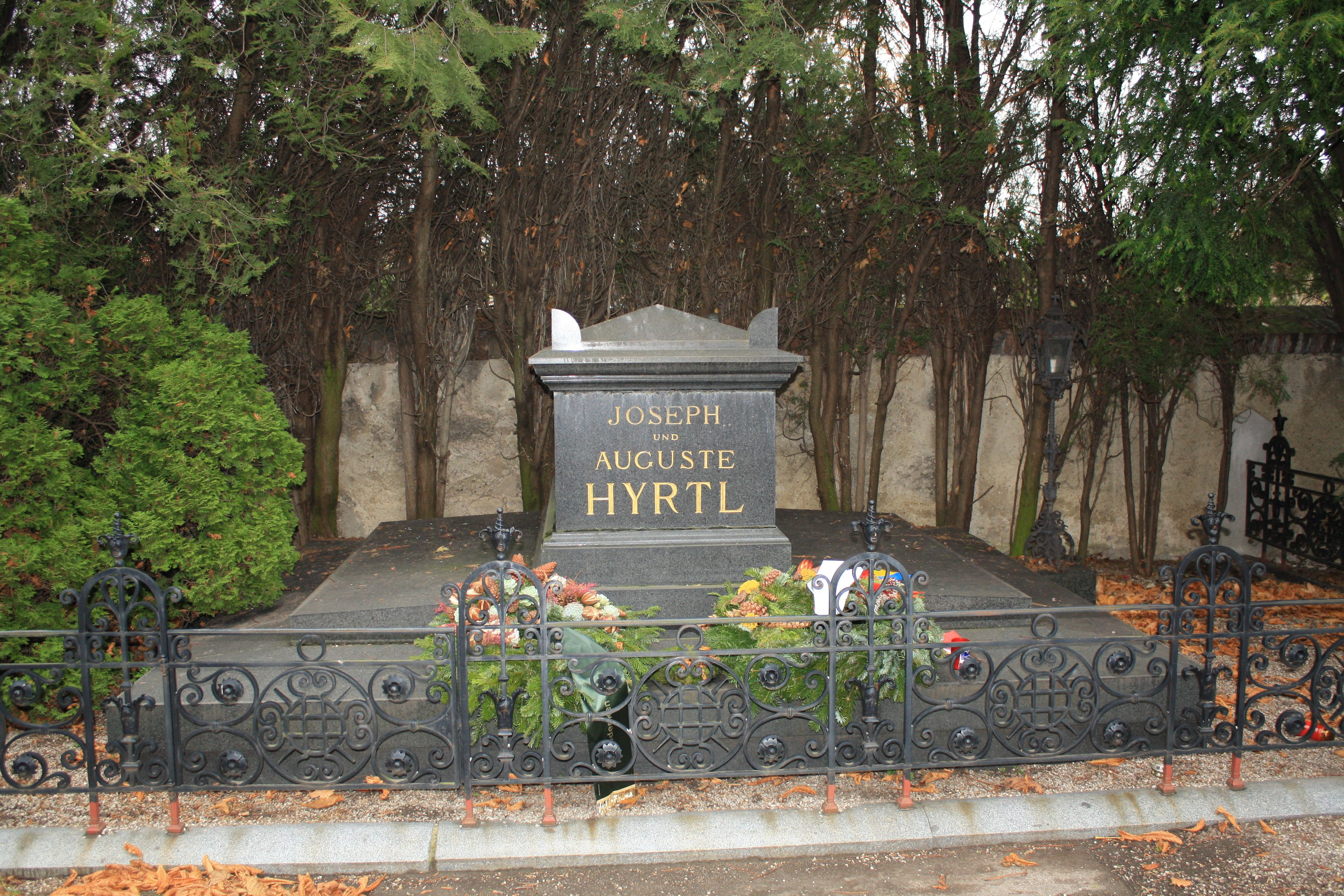
Josef och Auguste Hyrtls grav i Perchtoldsdorf.

Auguste Hyrtl, född von Gaffron und Oberstradam den 22 februari 1818 i Braunschweig, död den 18 november 1901 i Perchtoldsdorf nära Wien, var en tysk författarinna. Auguste var gift med Josef Hyrtl (1810–1894) som var en österrikisk anatom. I slutet av 1870-talet skänkte Auguste Hyrtl von Gaffron tillsammans med sin man Josef Hyrtl en utmärkt samling skelett av reptiler, batrachier och fiskar till Karolinska institutet i Stockholm. Deras förmögenhet gick till välgörande ändamål, dels via donationer och dels via testamente.

## Biografi
Auguste Hyrtl föddes 1818 som dotter till majoren och friherren Karl von Gaffron und Oberstradam och hans fru Julie Neagle från Irland. Hon lärde känna den österrikiske anatomen Joseph Hyrtl på 1860-talet, men var då fortfarande gift med Heinrich Conrad, en preussisk löjtnant, även om paret hade separerat. 1869 flyttade Auguste till Perchtoldsdorf där Josef Hyrtl köpte en villa. 1870 gifte sig Auguste med Josef Hyrtl i Alsergrund, Wien, men betecknade sig redan tidigare som Hyrtls hustru. Äktenskapet förblev barnlöst. Efter Josef Hyrtls död 1894 förvaltade Auguste Hyrtl arvet från sin make. Auguste är begravd tillsammans med sin make på kyrkogården i Perchtoldsdorf.
Auguste skrev mestadels dikter som publicerades i tidningar och som även kom ut i bokform i två volymer 1880. Hon tillhörde den konservativa författarföreningen Iduna i Wien, som tog sitt namn från den fornnordiska fertilitetsguden. Även Auguste Hyrtls yngre syster Antonie Brehmer-Gaffron var författarinna och poet.